# リック・ルード
"ラヴィシング" リック・ルード（"Ravishing" Rick Rude、本名：Richard Erwin Rood、1958年12月7日 - 1999年4月20日）は、アメリカ合衆国のプロレスラー。ミネソタ州ロビンズデール出身。
マッスルボディと腰をクネらせるパフォーマンスで知られる。「腰クネ」パフォーマンスは、一時期、馳浩も好んで真似していた。また、対戦相手の情けない姿が描かれたロングタイツ（自身の似顔絵は端正に描かれている）もトレードマークだった。

## 来歴
ニキタ・コロフらと同じくロビンズデール・ハイスクールの出身であり、ミネアポリスの酒場でロード・ウォリアーズやバリー・ダーソウと共に用心棒として働いていたところをエディ・シャーキーにスカウトされ、シャーキーのトレーニングを受けて1983年にデビュー。
地元のミネソタやカナダを転戦後、アメリカ南部を主戦場にヒールのポジションで活動。メンフィスのCWAではジミー・ハートのファースト・ファミリーに加入し、1984年6月11日にジェリー・ローラーからAWA南部ヘビー級王座を奪取。10月8日にはキングコング・バンディと組んでファビュラス・ワンズを破り、同タッグ王座も獲得している。フロリダのCWFでは1985年1月16日にペッツ・ワトレーからNWA南部ヘビー級王座を、4月16日にジェシー・バーと組んでジェイ・ヤングブラッド&マーク・ヤングブラッドからUSタッグ王座を奪取した。

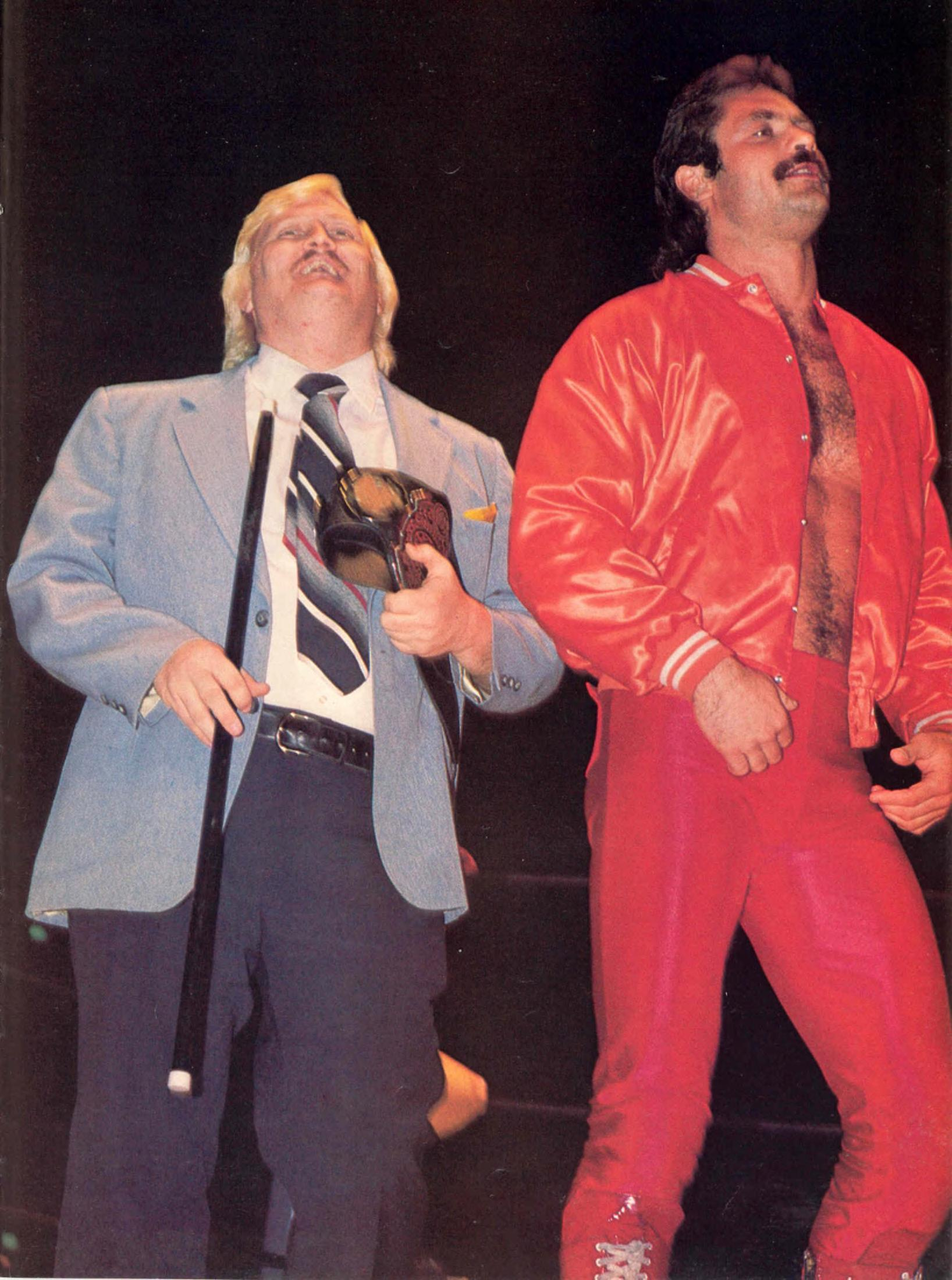
左はパーシー・プリングル3世（1985年）

ダラスのWCCWでは、1985年11月4日にキング・パーソンズを破りNWAアメリカン・ヘビー級王座を獲得。翌1986年2月、WCCWのNWA脱退によるタイトル名の改称に伴い、そのままWCWA世界ヘビー級王座の初代王者に認定されている。同年5月5日にはランス・フォン・エリックを下してTV王座も獲得した。WCCWではパーシー・プリングル3世がマネージャーを務め、ザ・グレート・カブキやブラックジャック・マリガンと共闘、ケビン&ケリー・フォン・エリックをはじめ、ミッシング・リンクやブルーザー・ブロディとも抗争した。
1986年の下期からはジム・クロケット・ジュニア主宰のNWAミッドアトランティック地区に進出し、ヒール軍団のポール・ジョーンズ・アーミーに加入。レイジング・ブルことマニー・フェルナンデスとコンビを組み、12月6日にロックンロール・エクスプレスからNWA世界タッグ王座を奪取、以降もロックンロール・エクスプレスやロード・ウォリアーズとタイトルを争った。
1987年7月よりWWFに参戦し、ボビー・ヒーナンをマネージャーに迎えてポール・オーンドーフやジェイク・ロバーツと抗争。1988年1月9日にはボストン・ガーデンにおいて、ハルク・ホーガンのWWF世界ヘビー級王座に挑戦した。1989年はアルティメット・ウォリアーと抗争を繰り広げ、4月2日開催のレッスルマニアVでウォリアーからWWFインターコンチンネンタル・ヘビー級王座を奪取している。同年8月28日のサマースラム1989でウォリアーにタイトルを奪還されてからは、試合に干渉したロディ・パイパーとの抗争が始まり、12月28日にはニューヨークのマディソン・スクエア・ガーデンにて両者のケージ・マッチが行われた。
1990年にWCWに移籍し、ポール・E・デンジャラスリーのデンジャラス・アライアンスに加入してリッキー・スティムボートらと抗争。1991年11月19日、スティングからWCW USヘビー級王座を奪取。1992年12月に負傷のためタイトルを返上するまで、ニキタ・コロフやダスティン・ローデスを挑戦者に長期政権を築いた。復帰後の1993年はリック・フレアーと抗争を展開、9月19日のPPV "Fall Brawl 1993" ではフレアーから勝利を収め、「WCWインターナショナル世界ヘビー級王座」と改称されたフレアー・モデルのベルト（旧NWA世界ヘビー級王座および後のWWE版世界ヘビー級王座と同じベルト）を獲得している。
日本へは1991年7月に全日本プロレスに初来日。テリー・ゴディ&スティーブ・ウィリアムスと共闘してスタン・ハンセンとも対戦し、シングルマッチでは田上明からフォール勝ちを収めた。1992年8月には新日本プロレスに参戦し、G1クライマックス決勝戦で蝶野正洋に敗れるも準優勝を飾り、1994年は馳浩らと激闘を繰り広げたが、5月1日に福岡ドームでスティングからWCWインターナショナル世界ヘビー級王座を奪取した試合中に頸椎損傷の重傷を負い、以降は一度も試合をすること無く現役選手としては引退状態となり、マネージャーに転向した。

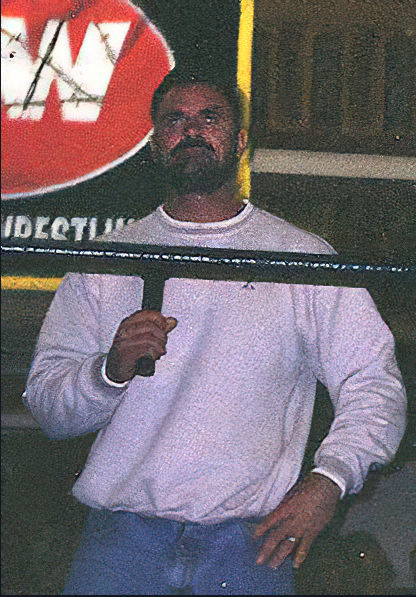
1997年

1997年にはECWに登場し、当時「ECW対WWF」の敵対アングルでトミー・ドリーマーと抗争していたジェリー・ローラーとも結託。同年9月、ECWとの提携ルートでWWFに再登場。ショーン・マイケルズ、ハンター・ハースト・ヘルムスリー、チャイナらの第1次D-ジェネレーションXに保険会社のエージェントとして参画した。1998年には再度WCWへ移籍し、nWoに加わってカート・ヘニングのマネージャーを担当。WCWには同年の末まで在籍した。
1999年4月20日、心臓麻痺により死去。40歳没。デビューから一貫してヒールで活動し、ベビーフェイスを演じなかった数少ないレスラーだった。
2017年、WWE殿堂に迎えられた。3月31日にフロリダ州オーランドのアムウェイ・センターで行われた殿堂入り式典には遺族が出席し、かつてWCWで抗争を繰り広げたリッキー・スティムボートがインダクターを務めた。

## 得意技
- ルード・アウェイクニング（Rude Awakening）
- パイルドライバー
- カナディアン・バックブリーカー
- ダイビング・ニー・ドロップ

## 獲得タイトル
コンチネンタル・レスリング・アソシエーション
- AWA南部ヘビー級王座：1回[4]
- AWA南部タッグ王座：1回（w / キングコング・バンディ）[5]

チャンピオンシップ・レスリング・フロム・フロリダ
- NWA南部ヘビー級王座（フロリダ版）：2回[6]
- NWA USタッグ王座（フロリダ版）：1回（w / ジェシー・バー）[7]

ワールド・クラス・チャンピオンシップ・レスリング
- NWAアメリカン・ヘビー級王座 / WCWA世界ヘビー級王座：1回[8][9]
- WCWA TV王座：1回[10]

ミッドアトランティック・チャンピオンシップ・レスリング
- NWA世界タッグ王座（ミッドアトランティック版）：1回（w / マニー・フェルナンデス）[12]

ワールド・レスリング・フェデレーション / エンターテインメント
- WWFインターコンチンネンタル・ヘビー級王座：1回[15]
- WWE殿堂：2017年度[26]

ワールド・チャンピオンシップ・レスリング
- WCW USヘビー級王座：1回[20]
- WCWインターナショナル世界ヘビー級王座：3回[22]